# Alexis de Sició
Alexis de Sició（grec antic: Ἄλεξις, llatí: Alexis) fou un escultor grec nascut a Sició, deixeble de Policlet segons Plini el Vell.
Pausànias esmenta un escultor del mateix nom, nascut a Sició, i diu que va ser el pare de l'escultor Càntar, però no se sap si eren persones diferents. Policlet va viure vers el 400 aC i Eutíquides, amb qui Plini el Vell diu que Càntar va estudiar, va viure vers el 300 aC, cosa que fa difícil conjuntar les dates, i potser Alexis va ser deixeble de Policlet el Jove, o bé Càntar no va estudiar amb Eutíquides.